# Gus Johnson
Gus "Honeycomb" Johnson (13 de diciembre de 1938- †29 de abril de  1987) fue un baloncestista estadounidense que jugó durante nueve temporadas en la NBA para los Baltimore Bullets y una temporada en la desaparecida ABA (Asociación Americana de baloncesto) con los Indiana Pacers. Fue conocido por empeño y sus poderosos mates, por lo que rompió tres tableros durante su carrera.
Jugando para los Baltimore Bullets, Johnson fue nombrado dentro del equipo de estrellas de la NBA, y el número de su camiseta, el 25 fue retirado de la organización. Jugó con los Pacers desde 1972 hasta 1973 y también por los Suns.

## Trayectoria deportiva

### Universidad
Tan solo jugó un año con los Vandals de la Universidad de Idaho, donde promedió unas espectaculares cifras de 19 puntos y 20,3 rebotes.

## Estadísticas de su carrera en la NBA y la ABA

### Temporada regular
| † | Denota temporada en la que Johnson ganó el Campeonato de la ABA |

| Año      | Equipo        | PJ  | PT | MPP  | %TC  | %3P  | %TL  | RPP  | APP | ROB | TPP | PPP  |
| -------- | ------------- | --- | -- | ---- | ---- | ---- | ---- | ---- | --- | --- | --- | ---- |
| 1963-64  | Baltimore     | 78  | –  | 36.5 | .430 | –    | .658 | 13.6 | 2.2 | –   | –   | 17.3 |
| 1964-65  | Baltimore     | 76  | –  | 38.1 | .418 | –    | .676 | 13.0 | 3.6 | –   | –   | 18.6 |
| 1965-66  | Baltimore     | 41  | –  | 31.3 | .413 | –    | .736 | 13.3 | 2.8 | –   | –   | 16.5 |
| 1966-67  | Baltimore     | 73  | –  | 36.0 | .450 | –    | .708 | 11.7 | 2.7 | –   | –   | 20.7 |
| 1967-68  | Baltimore     | 60  | –  | 37.9 | .467 | –    | .667 | 13.0 | 2.7 | –   | –   | 19.1 |
| 1968-69  | Baltimore     | 49  | –  | 34.1 | .459 | –    | .717 | 11.6 | 2.0 | –   | –   | 17.9 |
| 1969-70  | Baltimore     | 78  | –  | 37.4 | .451 | –    | .724 | 13.9 | 3.4 | –   | –   | 17.3 |
| 1970-71  | Baltimore     | 66  | –  | 38.5 | .453 | –    | .738 | 17.1 | 2.9 | –   | –   | 18.2 |
| 1971-72  | Baltimore     | 39  | –  | 17.1 | .383 | –    | .683 | 5.8  | 1.3 | –   | –   | 6.4  |
| 1972-73  | Phoenix       | 21  | –  | 19.9 | .381 | –    | .694 | 6.5  | 1.5 | –   | –   | 7.8  |
| 1972-73† | Indiana (ABA) | 50  | –  | 15.1 | .441 | .190 | .738 | 4.9  | 1.2 | –   | –   | 6.0  |
| Total    | Total         | 631 | –  | 33.1 | .440 | .190 | .700 | 12.1 | 2.5 | –   | –   | 16.2 |
| All-Star | All-Star      | 5   | 0  | 19.8 | .429 | –    | .760 | 7.0  | 1.2 | –   | –   | 13.4 |

### Playoffs
| Año   | Equipo        | PJ | PT | MPP  | %TC  | %3P  | %TL   | RPP  | APP | ROB | TPP | PPP  |
| ----- | ------------- | -- | -- | ---- | ---- | ---- | ----- | ---- | --- | --- | --- | ---- |
| 1965  | Baltimore     | 10 | –  | 37.7 | .358 | –    | .739  | 11.1 | 3.4 | –   | –   | 15.8 |
| 1966  | Baltimore     | 1  | –  | 8.0  | .250 | –    | –     | 0.0  | 0.0 | –   | –   | 2.0  |
| 1970  | Baltimore     | 7  | –  | 42.6 | .459 | –    | .794  | 11.4 | 1.3 | –   | –   | 18.4 |
| 1971  | Baltimore     | 11 | –  | 33.2 | .422 | –    | .745  | 10.4 | 2.7 | –   | –   | 13.0 |
| 1972  | Baltimore     | 5  | –  | 15.4 | .300 | –    | 1.000 | 5.0  | 0.6 | –   | –   | 4.0  |
| 1973† | Indiana (ABA) | 17 | –  | 10.8 | .254 | .000 | .750  | 4.1  | 0.9 | –   | –   | 2.5  |
| Total | Total         | 51 | –  | 25.7 | .380 | .000 | .759  | 7.8  | 1.8 | –   | –   | 9.7  |